# Marlena Shaw

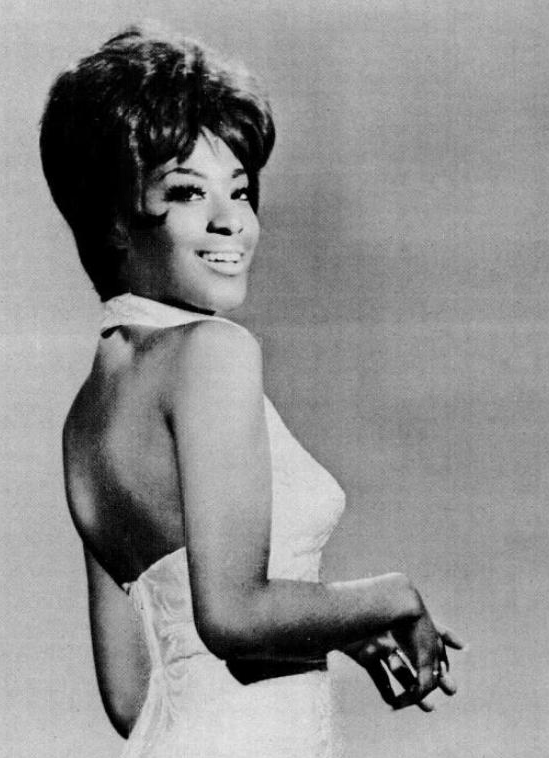
Marlena Shaw (1967)

Marlena Shaw (* 22. September 1942 in New Rochelle, New York, als Marlina Burgess; † 19. Januar 2024) war eine amerikanische Jazz- und Soulsängerin, die im Laufe der über fünf Jahrzehnte andauernden Karriere auch zahlreiche Aufnahmen in den Bereichen R&B, Disco und Pop gemacht hat. Zwei ihrer bekanntesten Songs, California Soul und Woman of the Ghetto aus dem Jahre 1969, wurden zahlreiche Male gesampelt.

## Leben und Wirken
Shaw sang zunächst Gospel und wurde durch ihren Onkel, den Trompeter Jimmy Burgess, an den Jazz herangeführt. 1952 trat sie mit ihm im Apollo Theater in Harlem auf. Nach der Schulausbildung besuchte sie das State Teachers’ College, trat weiterhin als Sängerin auf und brach das Studium später ab.
1963 arbeitete Shaw einige Zeit mit einem Trio unter der Leitung von Howard McGhee in den New-England-Staaten. Danach trat sie zunächst in den kleineren Klubs auf; 1966 erhielt sie von Dick LaPalm, der sie im Chicago Playboy Club gehört hatte, einen Vertrag bei Chess Records. Ramsey Lewis zog sie als Sängerin zu seiner Version von Wade in the Water (1966) heran. Im gleichen Jahr schrieb sie auch den Text zu Mercy, Mercy, Mercy. Die Single mit diesem Titel verkaufte sich gut, so dass sie Gelegenheit erhielt, ihre ersten beiden Alben auf deren Unterlabel Cadet Records zu veröffentlichen; Im Titel des ersten Albums, Out of Different Bags, spiegelt sich die Vielfalt der Genres wider, die ihr dabei mit Blues, Jazz und Pop-Standards verordnet wurde. Für vier Jahre war sie zudem ab 1968 Sängerin im Count Basie Orchestra, mit dem sie auch auf Europatournee war.
1972 wurde Shaw von Blue Note Records unter Vertrag genommen – als zweite Sängerin (nach Sheila Jordan) – dort veröffentlichte sie fünf Alben, deren erste jazzorientierter waren, und mehrere Singles. Die Kritik verglich ihren virtuosen Gesangsstil mit dem von Dinah Washington und Sarah Vaughan. Insbesondere mit dem Album Who Is This Bitch, Anyway? (1974), auf dem sie sich (Jason Ankeny zufolge) in die „Schöne neue Welt von Feminismus und Funk“ katapultierte und dabei den Soul-Jazz-Ansatz ihrer früheren Platten aktualisierte, konnte sie die sich verändernde musikalische, politische und Beziehungs-Landschaft sondieren. Es war ein Verkaufserfolg und „kreativer Höhepunkt“ zugleich.
1977 wechselte sie zum Columbia-Label, für das drei Alben entstanden. Für das Album Sweet Beginnings nutzte sie die damalige Popularität der Disco Music. Sie hatte mehrere große Dance-Club-Hits. Einem breiteren Publikum wurde Shaw als Interpretin von Look At Me, Look At You (1977) und des Hits Touch Me in the Morning (1978, ursprünglich mit Diana Ross verbunden) bekannt. Ihr Song Don't Ask to Stay Until Tomorrow aus dem Album Acting Up (1978) wurde zudem als Titelsong im erfolgreichen Spielfilm Looking for Mr. Goodbar genutzt.
In den 1980er Jahren nahm Shaw weiterhin sowohl Tanzmusik als auch Jazz auf. Is It Love (1986) und Love Is in Flight (1988) wurden von der Kritik positiv bewertet, ebenso wie ihre beiden Alben Dangerous (1996) und Elemental Soul (1997) in den 1990er Jahren. Zudem nahm sie mit Phil Upchurch auf.
1973 trat Shaw mit ihrer Band auf dem Montreux Jazz Festival, 2001 und 2007 auf dem North Sea Jazz Festival auf.

## Diskografie

### Alben
- 1967: Out of Different Bags (Cadet)
- 1969: The Spice of Life (Cadet)
- 1972: Marlena (Blue Note)
- 1973: Live at Montreux (Blue Note)
- 1974: Who Is This Bitch, Anyway? (Blue Note)
- 1976: Just a Matter of Time (Blue Note)
- 1977: Sweet Beginnings (Columbia)
- 1978: Acting Up (Columbia)
- 1979: Take a Bite (Columbia)
- 1982: Let Me in Your Life (South Bay)
- 1986: It Is Love (Verve)
- 1988: Love Is in Flight (Verve)
- 1996: Dangerous (Concord)
- 1997: Elemental Soul (Concord)
- 2002: Live in Tokyo (Eighty-Eight’s/Village)
- 2003: Lookin’ for Love (Eighty-Eight’s/Village)

### Kompilationen
- 1995: Golden Classics (Collectables)
- 1997: The Best of Marlena Shaw (Blue Note)
- 1999: Go Away Little Boy: The Sass & Soul of Marlena Shaw (Sony)
- 2000: Anthology (Soul Brother)
- 2003: The Blue Note Years (Stateside)

### Singles
- 1969: California Soul (UK: Gold)[6]